# Parasciadonus brevibrachium
Parasciadonus brevibrachium är en fiskart som beskrevs av Nielsen, 1984. Parasciadonus brevibrachium ingår i släktet Parasciadonus och familjen Aphyonidae. Inga underarter finns listade i Catalogue of Life.